# Divizia A 1913-14
A temporada 1913-14 é a 5ª edição da Divizia A que começou em 1913 e terminou em 1914. O Colentina Bucureşti foi o campeão conquistando pela 2ª vez o título nacional.

## Classificação
| Pos | Equipe                   | J | V | E | D | GP | GC | S  | Pts |
| --- | ------------------------ | - | - | - | - | -- | -- | -- | --- |
| 1   | Colentina AC Bucureşti   | 2 | 2 | 0 | 0 | 7  | 0  | +7 | 4   |
| 2   | Bukarest FC              | 2 | 0 | 1 | 1 | 1  | 3  | -2 | 1   |
| 3   | Cercul Atletic Bucureşti | 2 | 0 | 1 | 1 | 1  | 6  | -5 | 1   |

## Campeão
| Divizia A 1913-14               |
| ------------------------------- |
| Colentina Bucureşti (2º título) |